# 오정중학교
오정중학교(梧井中學校)는 대한민국 대전광역시 대덕구 오정동에 있는 공립 중학교이다.

## 학교 연혁
- 1985년 12월 17일 : 학교설립 27학급 인가
- 1986년 3월 6일 : 개교식
- 1986년 3월 6일 : 제1회 입학식(549명)
- 2005년 3월 1일 : 특수학급 1학급 인가
- 2023년 9월 1일 : 제20대 김경탁 교장 취임
- 2024년 1월 4일 : 제36회 졸업식(35명)
- 2024년 3월 4일 : 제39회 입학식(26명)

## 참고 자료
- 오정중학교 - 한국교육학술정보원 학교알리미